# Del-Triplets
Die Del-Triplets (deutsch: Del Drillinge) waren ein 1946/47 in Fahrt gesetztes Schiffstrio der Mississippi Shipping Company.

## Geschichte
In der letzten Phase des Zweiten Weltkriegs begann die als Delta Line bekannte Mississippi Shipping Company aus New Orleans die Planung für den Wiederaufbau eines vierzehntäglichen Passagier- und Frachtdienstes vom Golf von Mexiko über die Karibik zu den südamerikanischen Ostküstenhäfen Rio de Janeiro, Santos, Paranagua und Buenos Aires.
Es gelang der Reederei in Zusammenarbeit mit US-Navy-Commander Howard L. Vickery, dem Leiter der United States Maritime Commission, den Bau dreier auf dem C3-Standard-Frachtschiffstyp basierenden Schiffe in die Wege zu leiten. Der Schiffsarchitekt George G. Sharp aus New York erstellte daraufhin einen aufsehenerregenden Entwurf für drei Kombischiffe mit stromlinienförmigen vollklimatisierten Aufbauten und daran anschließendem Schwimmbecken.
Bauwerft der drei jeweils rund sieben Millionen US-Dollar teuren Turbinenschiffe war die Werft Ingalls Shipbuilding in Pascagoula. Das Typschiff Del Norte begann seine Jungfernreise am 26. November 1946. Die Schwesterschiffe Del Sud und Del Mar wurden am 28. März 1947 und am 13. Juni 1947 in Fahrt gesetzt. Nachdem der Dienst sich erfolgreich etabliert hatte, konnten bald 44-tägige Rundreisen gebucht werden, die unter dem Motto „Resorts at sea“ vermarktet wurden.
In den folgenden zwanzig Jahren entwickelten die drei „Dels“ eine treue Gefolgschaft. Die hohen Betriebskosten führten in den 1960er Jahren zu Verlusten, woraufhin die Schiffe 1967 zu konventionellen Schnellfrachtern umgerüstet wurden. Im Zuge der beginnenden Containerisierung gerieten die Schiffe bald auch hier ins Hintertreffen. 1972 traten alle drei Schiffe eine letzte Ladereise nach Indonesien an und wurden dann zur Verschrottung in Taiwan verkauft.